# Inhyeon di Joseon
Inhyeon (인현왕후?, 仁顯王后?, Inhyeon wanghuLR, Inhyŏn wanghuMR; 15 maggio 1667 – 16 settembre 1701) è stata una regina consorte coreana, moglie del diciannovesimo re di Joseon, Sukjong.

## Biografia

### Nozze e deposizione
Inhyeon (nome postumo) nacque il 15 maggio 1667 (23 aprile del calendario lunare) nel bon-gwan Min di Yeoheung, da Min Yu-jung, Ministro degli affari militari, e sua moglie, la dama Song del bon-gwan Song di Eunjin. Min Yu-jung era una delle figure chiave del partito Seoin, e del successivo partito Noron, insieme al politico e filosofo Song Si-yeol, che era a sua volta migliore amico e lontano parente del Primo consigliere di Stato Song Jun-gil, nonno materno di Inhyeon. Fin da bambina dimostrò di avere un carattere modesto e generoso, e grande intelligenza, che in seguito la resero una sovrana virtuosa e amata dal popolo.
Il 26 ottobre 1680 la regina Ingyeong, prima moglie del re Sukjong, morì di vaiolo all'età di vent'anni, dopo aver contratto la malattia otto giorni prima. Sebbene la tradizione imponesse tre anni di lutto, il partito Seoin si mosse velocemente e, ancora prima che i funerali di Stato fossero conclusi, convinse la regina madre Myeongseong a indire le selezioni della regina, arguendo che la carica non potesse restare vacante troppo a lungo, e a scegliere la figlia di Min Yu-jung come nuora. La decisione fu presa il 26 marzo 1681; il 2 maggio Inhyeon fu nominata regina alla sala Injeongjeon del palazzo Changdeokgung e il 13 maggio furono celebrate le nozze.
Alla morte della regina Ingyeong la regina madre Myeongseong aveva cacciato da palazzo una delle favorite di Sukjong, la dama di compagnia Jang, per evitare disordini nella pace della famiglia reale. Nel 1681, appreso dell'accaduto dopo essere diventata regina, Inhyeon domandò alla suocera di riportare la dama Jang a palazzo per far piacere al re, ma la sua richiesta fu respinta; tuttavia, dopo la morte di Myeongseong, Inhyeon si rivolse direttamente al marito e, sostenuta dalla grande regina madre Jangnyeol, della quale la dama Jang era stata a servizio, ne ottenne il ritorno a corte nel 1686.
Quello stesso anno la dama Jang divenne una concubina ufficiale del re e fu elevata al rango di sug-won, dando un figlio a Sukjong, Yi Yun, nel 1688. All'inizio del nuovo anno il re annunciò di voler fare di Yun il suo erede legittimo (원자?, 元子?). La mossa incontrò una forte opposizione politica, con il partito Noron che arguì che la regina era ancora giovane e poteva partorire un erede. Sukjong non si curò delle preoccupazioni dei ministri e proseguì con il suo proposito, conferendo anche a sug-won Jang il titolo di Huibin, secondo solo a quello della regina. Song Si-yeol si appellò al re, che lo esiliò e in seguito ne ordinò la morte per avvelenamento. Numerosi altri membri dei Noron furono epurati in quella che è nota come "Gisahwanguk" (기사환국?, 己巳換局?), una manovra politica che indebolì fortemente il partito favorendo la salita al potere dei Namin, sostenitori di Huibin Jang.
Ad aprile, il sovrano dichiarò alla corte che Inhyeon gli avesse raccontato di essere stata visitata in sogno dal re Hyeonjong e dalla regina Myeongseong e di essere stata messa in guardia dal tenere Huibin Jang a palazzo. Accusò la moglie di essere gelosa e di possedere una mente malvagia, e continuò a sparlare di lei dinanzi ai ministri, tanto che anche i Namin protestarono contro il comportamento del re, ritenendo che non fosse consono raccontare ai servi dei loro dissidi di coppia. Nel giorno del compleanno di Inhyeon fece buttare i regali e, tre giorni dopo, ordinò che le cucine reali smettessero di preparare il cibo per la regina. Una settimana dopo, il 2 o il 4 maggio 1689 secondo il calendario lunare, la depose e la cacciò da palazzo per "mancanza di virtù e di disposizione armoniosa".
Mentre Huibin Jang fu elevata alla posizione di regina consorte, Inhyeon fece ritorno alla casa dei genitori a Anguk-dong nella portantina bianca riservata ai criminali, vestita di un semplice abito di cotone e seguita dalle dame di corte in lacrime. L'Inhyeon wanghu jeon (Storia della regina Inhyeon) riferisce che il popolo e gli studenti confuciani la seguirono per tutta la strada e si sdraiarono per terra piangendo.

### Ritorno a palazzo e morte
Inhyeon si ritirò a vivere sul monte Sudo, presso il tempio Cheongamsa, che aveva legami con la sua famiglia materna. Qui trascorse il tempo a scrivere poesie e preghiere accompagnata da alcune cameriere, intrattenendo inoltre un rapporto epistolare con il re. Intanto, Sukjong iniziò a pentirsi di averla deposta e nel 1693 cominciò a favorire una serva addetta all'acqua (musuri) del bon-gwan Choe di Haeju, conferendole il titolo di sug-won.
A marzo 1694 i figli di alcune famiglie nobili appartenenti al partito Noron furono arrestati con l'accusa di aver cospirato per reintegrare la regina deposta, ma si scoprì che fosse un piano ordito dai Namin per incastrarli. Quando il 29 marzo Sukjong apprese del tentativo di Jang Hee-jae, fratello maggiore della regina Jang, di avvelenare sug-won Choe, si sbarazzò dei Namin con la manovra politica "Gapsulhwanguk" (갑술환국?, 甲戌換局?). In seguito all'epurazione dei Namin, i Noron tornarono al potere e il 12 aprile Sukjong ordinò il ritorno a corte di Inhyeon, riportando la regina Jang alla carica di Huibin. Pochi giorni prima, amareggiata per la propria situazione, Inhyeon aveva deciso di togliersi la vita con il veleno, ma aveva desistito perché un uomo anziano le aveva detto in sogno che nel giro di tre giorni sarebbero arrivate delle buone notizie. Il 1º giugno, con una seconda cerimonia di incoronazione, Inhyeon fu proclamata nuovamente regina del Joseon.
Nel 1700 un gonfiore importante comparve sul corpo di Inhyeon sopra l'articolazione dell'anca vicino alla vita e un mese e mezzo dopo iniziò a produrre pus. Altri sintomi quali dolori vicino allo stomaco, freddo alle gambe e gonfiore addominale apparvero a intermittenza per un anno e quattro mesi, costringendo la regina a letto, finché non morì il 16 settembre 1701 (14 agosto secondo il calendario lunare). Studi condotti in epoca moderna basandosi sui sintomi raccolti nei registri tenuti dai medici reali all'epoca hanno concluso che non si trattasse di gotta, come ipotizzato ai tempi, ma di tubercolosi spinale. Fu sepolta a Myeongneung, dove vennero in seguito tumulati anche Sukjong e la sua terza regina, Inwon. Huibin Jang fu accusata da Sukbin Choe di aver maledetto Inhyeon con la collaborazione di una sciamana e fu condannata a morte dal re.

## Ascendenza
|                               |               |               | Genitori |  |  | Nonni |  |  | Bisnonni |  |  | Trisnonni   |  |
|                               |               |               |          |  |  |       |  |  | Min Gi   |  |  | Min Yeo-jun |  |
|                               |               |               |          |  |  |       |  |  | Min Gi   |  |  | Min Yeo-jun |  |
|                               |               | Signora Yi    |          |  |  |       |  |  | Min Gi   |  |  |             |  |
| Min Gwang-hun                 |               |               |          |  |  |       |  |  | Min Gi   |  |  |             |  |
|                               |               | Signora Hong  | …        |  |  |       |  |  |          |  |  |             |  |
|                               |               | Signora Hong  | …        |  |  |       |  |  |          |  |  |             |  |
|                               |               | Signora Hong  | …        |  |  |       |  |  |          |  |  |             |  |
| Min Yu-jung                   |               | Signora Hong  |          |  |  |       |  |  |          |  |  |             |  |
|                               |               | …             | …        |  |  |       |  |  |          |  |  |             |  |
|                               |               | …             | …        |  |  |       |  |  |          |  |  |             |  |
|                               |               | …             | …        |  |  |       |  |  |          |  |  |             |  |
| Signora Yi                    |               | …             |          |  |  |       |  |  |          |  |  |             |  |
|                               |               | …             | …        |  |  |       |  |  |          |  |  |             |  |
|                               |               | …             | …        |  |  |       |  |  |          |  |  |             |  |
|                               |               | …             | …        |  |  |       |  |  |          |  |  |             |  |
| Inhyeon di Joseon             |               | …             |          |  |  |       |  |  |          |  |  |             |  |
|                               | Song Yi-chang | Song Eung-seo |          |  |  |       |  |  |          |  |  |             |  |
|                               | Song Yi-chang | Song Eung-seo |          |  |  |       |  |  |          |  |  |             |  |
|                               | Song Yi-chang | Signora Yi    |          |  |  |       |  |  |          |  |  |             |  |
| Song Jun-gil                  | Song Yi-chang |               |          |  |  |       |  |  |          |  |  |             |  |
|                               |               | Signora Kim   | …        |  |  |       |  |  |          |  |  |             |  |
|                               |               | Signora Kim   | …        |  |  |       |  |  |          |  |  |             |  |
|                               |               | Signora Kim   | …        |  |  |       |  |  |          |  |  |             |  |
| Signora Song, Eunseong bubuin |               | Signora Kim   |          |  |  |       |  |  |          |  |  |             |  |
|                               |               | …             | …        |  |  |       |  |  |          |  |  |             |  |
|                               |               | …             | …        |  |  |       |  |  |          |  |  |             |  |
|                               |               | …             | …        |  |  |       |  |  |          |  |  |             |  |
| Signora Jeong                 |               | …             |          |  |  |       |  |  |          |  |  |             |  |
|                               |               | …             | …        |  |  |       |  |  |          |  |  |             |  |
|                               |               | …             | …        |  |  |       |  |  |          |  |  |             |  |
|                               |               | …             | …        |  |  |       |  |  |          |  |  |             |  |
|                               |               | …             |          |  |  |       |  |  |          |  |  |             |  |